# Wiesław Sarnecki
Wiesław Sarnecki (ur. 21 października 1931 w Płocku, zm. 24 stycznia 2007 w Gdańsku) – polski lekkoatleta chodziarz, mistrz Polski.
Był mistrzem Polski w chodzie na 20 km w 1957 i 1963, wicemistrzem w chodzie na 10 km w 1959 i w chodzie na 20 km w 1960 i 1962, a także brązowym medalistą w chodzie na 50 km w 1956, w chodzie na 20 km w 1958, 1959 i 1961 oraz w chodzie na przełaj w 1958.
23 sierpnia 1963 w Bydgoszczy podczas mistrzostw Polski ustanowił najlepszy wynik w Polsce w chodzie na 20 km – 1:32:08,2 (oficjalnych rekordów Polski w tej konkurencji wówczas nie odnotowywano).
Był zawodnikiem AZS Gdańsk (1956–1958) i Konradii Gdańsk (1959–1968).
Pochowany na Cmentarzu Srebrzysko w Gdańsku (rejon IX kwatera X-1-4).

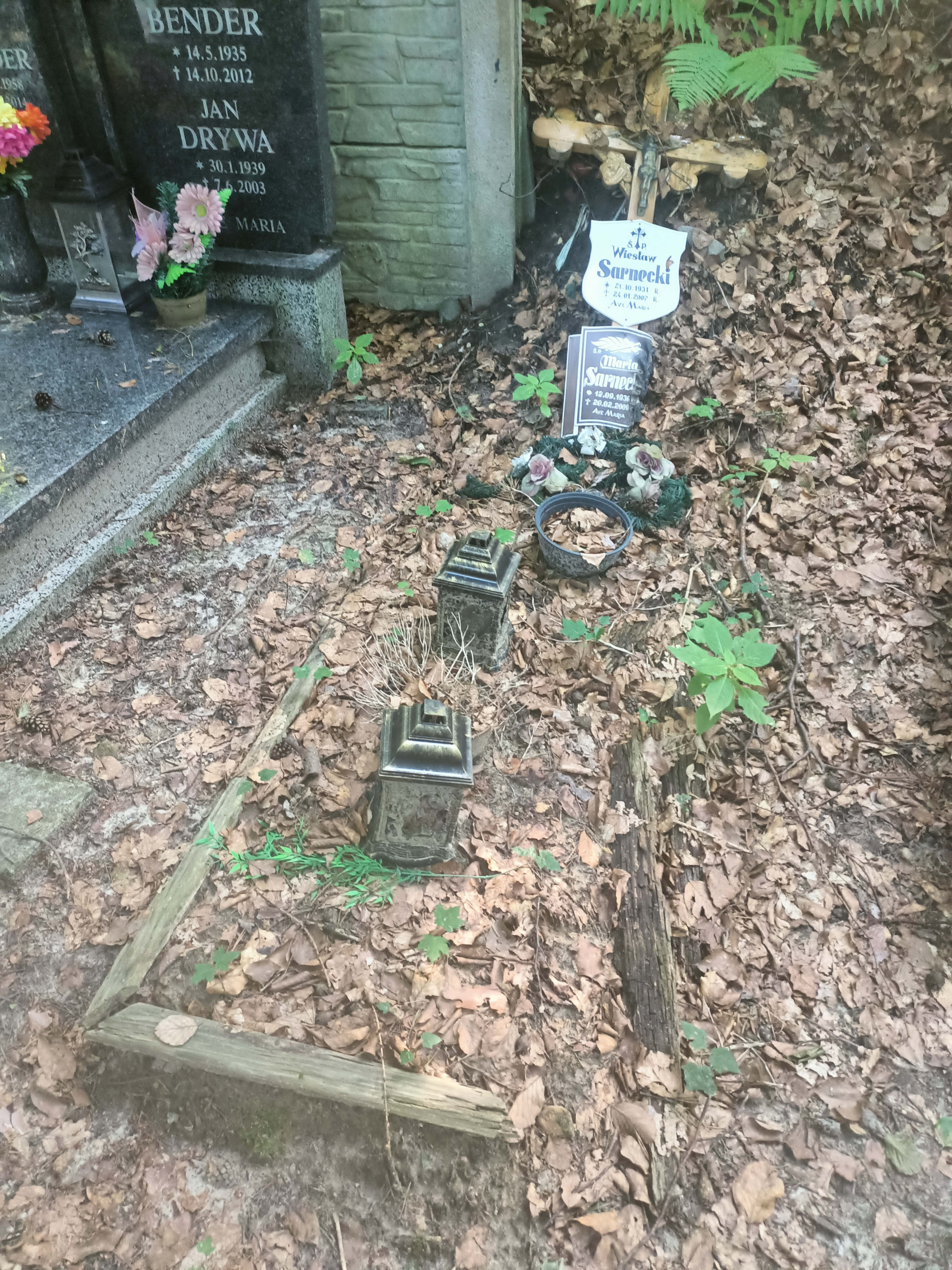
Grób Wiesława Sarneckiego na cmentarzu Srebrzysko w Gdańsku